# Victor Cygielman
Victor Cygielman (né en 1926 en Pologne et mort le 12 mai 2007 à Tel-Aviv en Israël) est un journaliste israélien d'origine polonaise, fervent pacifiste, qui défendait l'idée d'une coexistence pacifique entre Israéliens et Palestiniens. Il fut le correspondant de quotidiens européens comme Le Soir ou de magazines comme le Nouvel Observateur.

## Biographie
Juif d'origine ashkénaze, réfugié en Belgique à l'âge de quatre ans avec ses parents, Victor Cygielman immigre en Israël lors de la création de l'État d'Israël en 1948. Il combat durant la guerre de 1948. Fervent militant de la gauche du parti travailliste israélien, il s'engage dans la lutte pour la coexistence pacifique entre Israéliens et Palestiniens.
Correspondant de quotidiens européens comme Le Soir, il devient en 1966 le correspondant du Nouvel Observateur à Jérusalem. Premier correspondant du journal à l'étranger, il accueille ainsi ses grands reporters (Josette Alia, Guy Sitbon, etc.). Il lui arrive aussi de collaborer à la revue Esprit comme à l'occasion d'un numéro spécial sur Israël en septembre 1966. Il est aussi un des fondateurs du C.C.L.J., le Centre communautaire laïc juif.
Membre fondateur du Mouvement pour la Paix, il est favorable à la coexistence d'un État palestinien et d'un État israélien. Intellectuellement engagé dans le dialogue avec une vingtaine d'amis journalistes palestiniens, Victor Cygielman lance en 1994 avec l'avocat palestinien, chargé plus tard du dossier de Jérusalem au sein du cabinet palestinien, Ziyad Abou Ziyad, la revue trimestrielle Palestine-Israël. En assurant la corédaction en chef, il prêche pour un dialogue constant entre Israéliens et Palestiniens. Mais s'il ne se gêne pas pour critiquer l'action des hommes politiques israéliens, il marque une « très profonde réticence à critiquer l'armée israélienne».
Assez diminué à partir des années 1980, il couvre alors l'actualité sans jamais quitter Israël.